# Lief en leed samen delen
Lief en leed samen delen is een sprookje uit Kinder- und Hausmärchen, de verzameling van de gebroeders Grimm, met als nummer KHM170. De oorspronkelijke naam is Lieb und Leid teilen.

## Het verhaal
Een kleermaker is een ruziezoeker en hij slaat zijn vrouw. De overheid komt hierachter en de man moet voor de rechter verschijnen. Hij komt in de gevangenis en moet beloven zijn vrouw niet te slaan. Al snel valt hij terug in zijn oude gewoonte en hij probeert zijn vrouw aan de haren te trekken. De vrouw ontsnapt, maar hij achtervolgt haar met een ellenstok en schaar. De buren helpen de vrouw en de man moet weer voor de rechter verschijnen. Hij zegt dat hij zich aan zijn belofte heeft gehouden, hij heeft lief en leed met zijn vrouw gedeeld. Ze zag er raar uit en daarom wilde hij haar haren kammen, maar ze ging weg en hij volgde haar. De rechter neemt geen genoegen met het antwoord en de man krijgt zijn verdiende loon.

## Achtergronden
- Het sprookje komt uit Rollwagenbüchlin (1590) van Jörg Wickram.
- De man kan goed smoezen verzinnen, zoals de knecht in De schrandere knecht (KHM162).
- Een kleermaker (naait uit kleine lapjes het levenslot aan elkaar) is vaak degene met slimheid en opgewektheid, hij vindt voor alles een oplossing. Zie ook Het dappere snijdertje, De kleermaker in de hemel (KHM35), Tafeltje dek je, ezeltje strek je en knuppel uit de zak (KHM36), Duimpje de wereld in (KHM45), De twee reisgezellen (KHM107), Het snuggere snijdertje (KHM114), De glazen doodskist (KHM163), De geschenken van het kleine volkje (KHM182) en De reus en de kleermaker (KHM183).